# Collegio elettorale di Fossano (Camera dei deputati)
Il collegio di Fossano fu un collegio elettorale uninominale della Repubblica Italiana per l'elezione della Camera dei deputati. Apparteneva alla Circoscrizione Piemonte 2 e fu utilizzato per eleggere un deputato nella XII, XIII e XIV legislatura.
Venne istituito nel 1993 con la cosiddetta Legge Mattarella (Legge n. 277, Nuove norme per l'elezione della Camera dei deputati), attuata in seguito al referendum abrogativo del 1993. La legge istituì per la Camera dei deputati e per il Senato della Repubblica un sistema di elezione misto, in parte maggioritario e in parte proporzionale. Il 75% dei parlamentari dell'assemblea veniva eletto in collegi uninominali tramite sistema maggioritario a turno unico; il restante 25% alla Camera veniva eletto tramite sistema proporzionale con liste bloccate.
Il collegio venne abolito insieme a tutti gli altri che costituivano la Camera con la promulgazione della legge elettorale successiva, la cosiddetta Legge Calderoli. Questa prevedeva un sistema proporzionale con premio di maggioranza, che alla Camera veniva attribuito a livello nazionale.

## Territorio
Il collegio di Fossano era uno dei 36 collegi uninominali in cui era suddiviso il Piemonte e, come previsto dal D.Lgs. del 20 dicembre 1993 n. 536, era interamente compreso nella provincia di Cuneo e comprendeva i seguenti comuni: Alto, Bagnasco, Bastia Mondovì, Battifollo, Beinette, Belvedere Langhe, Bene Vagienna, Bonvicino, Briaglia, Briga Alta, Camerana, Caprauna, Carrù, Castellino Tanaro, Castelnuovo di Ceva, Ceva, Chiusa di Pesio, Cigliè, Clavesana, Dogliani, Farigliano, Fossano, Frabosa Soprana, Frabosa Sottana, Garessio, Gottasecca, Igliano, Lequio Tanaro, Lesegno, Lisio, Magliano Alpi, Margarita, Marsaglia, Mombarcaro, Mombasiglio, Monastero di Vasco, Monasterolo Casotto, Monchiero, Mondovì, Monesiglio, Montaldo di Mondovì, Montezemolo, Monticello d'Alba, Morozzo, Murazzano, Niella Tanaro, Nucetto, Ormea, Pamparato, Paroldo, Perlo, Peveragno, Pezzolo Valle Uzzone, Pianfei, Piozzo, Priero, Priocca, Priola, Prunetto, Roascio, Roburent, Rocca Cigliè, Rocca de' Baldi, Roccaforte Mondovì, Sale San Giovanni, Sale delle Langhe, Saliceto, Salmour, San Benedetto Belbo, San Michele Mondovì, Sant'Albano Stura, Scagnello, Torre Mondovì, Torresina, Trinità, Vicoforte, Villanova Mondovì e Viol.

## Eletti
| Elezione | Elezione                  | Deputato       | Partito                  |
| -------- | ------------------------- | -------------- | ------------------------ |
|          | 1994                      | Raffaele Costa | Polo delle Libertà (UdC) |
| 1996     | Polo per le Libertà (UdC) | Raffaele Costa |                          |
| 2001     | Casa delle Libertà (FI)   | Raffaele Costa |                          |

## Dati elettorali

### XII legislatura

#### Risultati proporzionale
| Coalizioni        | Coalizioni         | Liste                           | Liste                              | Voti   | %     |
| ----------------- | ------------------ | ------------------------------- | ---------------------------------- | ------ | ----- |
|                   | Polo delle Libertà |                                 | Forza Italia                       | 26.041 | 29,38 |
|                   | Polo delle Libertà | Lega Nord                       | 20.999                             | 23,69  |       |
| Totale Coalizione | Totale Coalizione  | 47.040                          | 53,07                              |        |       |
|                   | Patto per l'Italia |                                 | Partito Popolare Italiano          | 17.378 | 19,61 |
|                   | Progressisti       |                                 | Partito Democratico della Sinistra | 6.938  | 7,83  |
|                   | Progressisti       | Rifondazione Comunista          | 2.954                              | 3,33   |       |
|                   | Progressisti       | Federazione dei Verdi           | 2.576                              | 2,91   |       |
|                   | Progressisti       | Alleanza Democratica            | 1.437                              | 1,62   |       |
|                   | Progressisti       | La Rete - Movimento Democratico | 1.307                              | 1,47   |       |
|                   | Progressisti       | Partito Socialista Italiano     | 831                                | 0,94   |       |
| Totale coalizione | Totale coalizione  | 16.043                          | 18,10                              |        |       |
|                   | Lista Pannella     | Lista Pannella                  | Lista Pannella                     | 4.139  | 4,67  |
|                   | Alleanza Nazionale | Alleanza Nazionale              | Alleanza Nazionale                 | 4.031  | 4,55  |
| Totale            | Totale             | Totale                          | Totale                             | 88.631 |       |

#### Risultati uninominale
|                               | Raffaele Costa ✔️ Eletto | Polo delle Libertà (FI - LN - CCD - UDC) | 60 993 | 66,22 |  |  |  |  |  |
|                               | Pier Paolo Golinelli     | Patto per l'Italia                       | 15 443 | 16,77 |  |  |  |  |  |
|                               | Leonardo Lucarini        | Progressisti                             | 12 189 | 13,23 |  |  |  |  |  |
|                               | Luciano Casasole         | Lista Marco Pannella - Riformatori       | 3 475  | 3,77  |  |  |  |  |  |
| Totale                        | Totale                   | Totale                                   | 92 100 | 100   |  |  |  |  |  |
|                               |                          |                                          |        |       |  |  |  |  |  |
| Fonte: Ministero dell'interno |                          |                                          |        |       |  |  |  |  |  |

### XIII legislatura

#### Risultati proporzionale
| Coalizioni        | Coalizioni              | Liste                                     | Liste                              | Voti   | %     |
| ----------------- | ----------------------- | ----------------------------------------- | ---------------------------------- | ------ | ----- |
|                   | Polo per le Libertà     |                                           | Forza Italia                       | 26.967 | 30,93 |
|                   | Polo per le Libertà     | Alleanza Nazionale                        | 4.961                              | 5,69   |       |
|                   | Polo per le Libertà     | CCD-CDU                                   | 4.535                              | 5,20   |       |
| Totale coalizione | Totale coalizione       | 36.463                                    | 41,82                              |        |       |
|                   | Lega Nord               | Lega Nord                                 | Lega Nord                          | 28.691 | 32,90 |
|                   | L'Ulivo                 |                                           | Partito Democratico della Sinistra | 7.709  | 8,84  |
|                   | L'Ulivo                 | Popolari per Prodi (PPI-SVP-PRI-UD-Prodi) | 7.334                              | 8,41   |       |
|                   | L'Ulivo                 | Federazione dei Verdi                     | 1.518                              | 1,74   |       |
| Totale coalizione | Totale coalizione       | 16.561                                    | 18,99                              |        |       |
|                   | Progressisti            |                                           | Rifondazione Comunista             | 3.801  | 4,36  |
|                   | Lista Pannella - Sgarbi | Lista Pannella - Sgarbi                   | Lista Pannella - Sgarbi            | 1.350  | 1,55  |
|                   | Mani Pulite             | Mani Pulite                               | Mani Pulite                        | 330    | 0,38  |
| Totale            | Totale                  | Totale                                    | Totale                             | 87.169 |       |

#### Risultati uninominale
|                               | Raffaele Costa ✔️ Eletto | Polo per le Libertà | 34 698 | 39,37 |  |  |  |  |  |
|                               | Domenico Comino          | Lega Nord           | 28 755 | 32,63 |  |  |  |  |  |
|                               | Gianluigi Campogrande    | L'Ulivo             | 24 680 | 28,00 |  |  |  |  |  |
| Totale                        | Totale                   | Totale              | 88 133 | 100   |  |  |  |  |  |
|                               |                          |                     |        |       |  |  |  |  |  |
| Fonte: Ministero dell'interno |                          |                     |        |       |  |  |  |  |  |

### XIV legislatura

#### Risultati proporzionale
| Coalizioni        | Coalizioni              | Liste                   | Liste                                 | Voti   | %     |
| ----------------- | ----------------------- | ----------------------- | ------------------------------------- | ------ | ----- |
|                   | Casa delle Libertà      |                         | Forza Italia                          | 28.660 | 34,75 |
|                   | Casa delle Libertà      | Lega Nord               | 8.608                                 | 10,44  |       |
|                   | Casa delle Libertà      | Alleanza Nazionale      | 6.147                                 | 7,45   |       |
|                   | Casa delle Libertà      | CCD-CDU                 | 2.443                                 | 2,96   |       |
|                   | Casa delle Libertà      | Nuovo PSI               | 331                                   | 0,40   |       |
| Totale coalizione | Totale coalizione       | 46.189                  | 56,00                                 |        |       |
|                   | L'Ulivo                 |                         | La Margherita (Dem - PPI - RI- UDEUR) | 11.359 | 13,77 |
|                   | L'Ulivo                 | Democratici di Sinistra | 8.689                                 | 10,54  |       |
|                   | L'Ulivo                 | Il Girasole (FdV - SDI) | 1.238                                 | 1,50   |       |
|                   | L'Ulivo                 | Comunisti Italiani      | 951                                   | 1,15   |       |
| Totale coalizione | Totale coalizione       | 22.237                  | 26,96                                 |        |       |
|                   | Lista Di Pietro         | Lista Di Pietro         | Lista Di Pietro                       | 4.955  | 6,01  |
|                   | Lista Pannella - Bonino | Lista Pannella - Bonino | Lista Pannella - Bonino               | 3.205  | 3,89  |
|                   | Democrazia Europea      | Democrazia Europea      | Democrazia Europea                    | 2.761  | 3,35  |
|                   | Rifondazione Comunista  | Rifondazione Comunista  | Rifondazione Comunista                | 2.515  | 3,05  |
|                   | Fiamma Tricolore        | Fiamma Tricolore        | Fiamma Tricolore                      | 495    | 0,60  |
|                   | Abolizione scorporo     | Abolizione scorporo     | Abolizione scorporo                   | 107    | 0,13  |
| Totale            | Totale                  | Totale                  | Totale                                | 82.464 |       |

#### Risultati uninominale
|                               | Raffaele Costa ✔️ Eletto | Casa delle Libertà | 44 727 | 52,56 |  |  |  |  |  |
|                               | Enrico Serafini          | L'Ulivo            | 27 959 | 32,86 |  |  |  |  |  |
|                               | Marika Canova            | Lista Di Pietro    | 5 277  | 6,20  |  |  |  |  |  |
|                               | Giovanni Ferrero         | Democrazia Europea | 3 686  | 4,33  |  |  |  |  |  |
|                               | Bruno Mellano            | Lista Emma Bonino  | 3 447  | 4,05  |  |  |  |  |  |
| Totale                        | Totale                   | Totale             | 85 096 | 100   |  |  |  |  |  |
|                               |                          |                    |        |       |  |  |  |  |  |
| Fonte: Ministero dell'interno |                          |                    |        |       |  |  |  |  |  |